# Čechy 01 (volební obvod Říšské rady)
Čechy 01 byl volební obvod pro volby do Poslanecké sněmovny Říšské rady. Volili v něm mužští občané pražské čtvrti Staré město. Volební obvod byl zřízen se zavedením všeobecného volebního práva v Předlitavsku v roce 1907 a zanikl s rozpadem Rakouska-Uherska roku 1918.
Po celou dobu existence obvodu byl poslancem za něj Karel Baxa, dlouholetý primátor Prahy za první republiky.

## Charakteristika obvodu
| Rok          | 1907  | 1911  |
| ------------ | ----- | ----- |
| Počet voličů | 8 832 | 7 481 |

Volební obvod vznikl přeskupením obvodů, které v původním volebním systému náležely do kurie měst a průmyslových míst. Přestože již tedy volební právo nebylo omezeno daňovým cenzem, města stále volila odděleně od svého venkovského okolí.
Jednalo se o volební obvod s výraznou českou většinou, němečtí, tzv. sčítací kandidáti zde obdrželi jen kolem 10 % hlasů.

## Poslanci
| Poslanec              | Poslanec   | Strana                 | Volby |
| --------------------- | ---------- | ---------------------- | ----- |
|                       | Karel Baxa | státoprávní radikálové | 1907  |
| státoprávní pokrokáři | Karel Baxa | 1911                   |       |

## Volby

### Volby 1907
| Parlamentní volby 1907   |                                             |                                             |             |             |             |            |            |            |
| Kandidát                 | Kandidát                                    | Strana                                      | První volba | První volba | První volba | Užší volba | Užší volba | Užší volba |
| Kandidát                 | Kandidát                                    | Strana                                      | Hlasy       | %           | ±%          | Hlasy      | %          | ±%         |
|                          | Karel Baxa                                  | Státoprávní radikálové                      | 1 703       | 28,8        |             | 3 424      | 57,7       |            |
|                          | Václav Houser                               | Sociální demokraté                          | 1 524       | 25,8        |             | 2 506      | 42,3       |            |
|                          | Ladislav Klumpar                            | Mladočeši                                   | 1 364       | 23,1        |             |            |            |            |
|                          | Alexander Richter                           | Němečtí liberálové                          | 728         | 12,3        |             |            |            |            |
|                          | Matěj Kovář                                 | Spojení katolíci                            | 392         | 6,6         |             |            |            |            |
|                          | Rafael Pacher                               | Němečtí lidovci                             | 87          | 1,5         |             |            |            |            |
|                          | roztříštěné hlasy                           | roztříštěné hlasy                           | 109         | 1,8         |             |            |            |            |
| neplatné a prázdné hlasy | neplatné a prázdné hlasy                    | neplatné a prázdné hlasy                    | 23          | 0,4         |             | 19         | 0,3        |            |
| Celkem/účast             | Celkem/účast                                | Celkem/účast                                | 5 930       | 67,1        |             | 5 949      | 67,4       |            |
|                          | Státoprávní radikálové získali (nový obvod) | Státoprávní radikálové získali (nový obvod) | ±           |             |             |            |            |            |

### Volby 1911
| Parlamentní volby 1911   |                                |                                |             |             |             |
| Kandidát                 | Kandidát                       | Strana                         | První volba | První volba | První volba |
| Kandidát                 | Kandidát                       | Strana                         | Hlasy       | %           | ±%          |
|                          | Karel Baxa                     | Státoprávní pokrokáři          | 3 178       | 53,4        | +24,6       |
|                          | Václav Houser                  | Sociální demokraté             | 1 882       | 31,7        | +5,9        |
|                          | Alexander Richter              | Němečtí liberálové             | 520         | 8,8         | –3,5        |
|                          | Josef Čihák                    | Křesťanští sociálové           | 305         | 5,1         | –1,5        |
|                          | Zdenko Demartini               | samostatný kandidát            | 31          | 0,5         |             |
|                          | roztříštěné hlasy              | roztříštěné hlasy              | 16          | 0,3         | –1,5        |
| neplatné a prázdné hlasy | neplatné a prázdné hlasy       | neplatné a prázdné hlasy       | 18          | 0,4         |             |
| Celkem/účast             | Celkem/účast                   | Celkem/účast                   | 5 950       | 79,5        | +12,4       |
|                          | Státoprávní pokrokáři obhájili | Státoprávní pokrokáři obhájili | ±           |             |             |